# L'Héritier de la Panthère rose
Pour les articles homonymes, voir La Panthère rose (homonymie).
Série
À la recherche de la Panthère rose
(1982) Le Fils de la Panthère rose
(1993)
Pour plus de détails, voir Fiche technique et Distribution.
L'Héritier de la Panthère rose (Curse of the Pink Panther) est un film américano-britannique réalisé par Blake Edwards, sorti en 1983.

## Synopsis
Remplaçant l'inspecteur Clouseau disparu, le détective Clifton Sleigh se met à la recherche de la Panthère rose.

## Fiche technique
- Titre original : Curse of the Pink Panther
- Titre français : L'Héritier de la Panthère rose
- Réalisation : Blake Edwards
- Scénario : Geoffrey et Blake Edwards
- Direction artistique : Peter Mullins
- Décors : Tim Hutchinson, Alan Tomkins (en), John Siddall, Damien Lanfranchi
- Costumes : Patricia Edwards
- Assistant réalisateur : Yves Amoureux
- Photographie : Dick Bush
- Son : Roy Charman
- Effets spéciaux : John Evans
- Montage : Robert Hathaway et Ralph E. Winters
- Musique : Henry Mancini
- Production : Blake Edwards et Tony Adams (en)
- Production déléguée : Jonathan D. Krane (en)
- Production associée : Gerald T. Nutting, Trish Caroselli
- Sociétés de production : Titan Productions, Jewel Productions et United Artists
- Sociétés de distribution : UA Entertainment Company
- Budget : 13 millions de $[réf. nécessaire]
- Pays de production :  Royaume-Uni,  États-Unis
- Langue originale : anglais
- Format : Couleur (Technicolor) - Format 35 mm - 2,35:1 (Panavision) - son stéréo
- Genre : Comédie policière
- Durée : 109 minutes
- Dates de sortie : 
  - France : 7 décembre 1983
  - États-Unis : 12 décembre 1983

## Distribution
- Ted Wass (VF : Guy Chapellier) : sergent Clifton Sleigh
- David Niven (VF : Jean Berger) : Sir Charles Lytton
- Robert Wagner (VF : Dominique Paturel) : George Lytton
- Herbert Lom (VF : Michel Beaune) : inspecteur en chef Charles LaRousse Dreyfus
- Capucine (VF : elle-même) : Lady Simone Lytton
- Joanna Lumley (VF : Marion Game) : comtesse Chandra
- Robert Loggia (VF : Jean-Pierre Denys) : Bruno Langlois
- Harvey Korman (VF : Max André) : professeur Auguste Balls
- Burt Kwouk (VF : Marc Alfos) : Kato Fong
- André Maranne (VF : Gilles Guiot) : sergent Francois Duval
- Michael Elphick (en) (VF : Gérard Hernandez) : le chef de la police de Valence
- Leslie Ash (en) (VF : Sylvie Feit) : Juleta Shane
- Pat Corley (VF : Jean Michaud) : lieutenant Palmyra
- Graham Stark (VF : Michel Gudin) : le serveur ennuyé
- Peter Arne : Général Bufoni
- Patti Davis (VF : Marie-Laure Beneston) : Michelle Chauvin
- William Hootkins (VF : Régis Ivanov) : Le chauffeur de taxi
- Donald Sumpter : Dave
- Denise Crosby : Denise
- Joe Morton : Charlie
- Hugh Fraser : Dr. Arno Stang
- Bill Nighy (VF : Gérard Hernandez) : le docteur
- Harold Kasket (VF : Michel Gudin) : le président Sandover Haleesh
- Roger Moore (VF : Daniel Gall) : inspecteur en chef Jacques Clouseau (non crédité)

## Autour du film
- Nous retrouvons les personnages du premier volet de la saga vingt ans plus tard : Sir Charles (David Niven) et sa femme Simone (Capucine), ainsi que son neveu George (Robert Wagner), sans oublier le valet de Clouseau, Kato (Burt Kwouk), et le Commissaire Dreyfus (Herbert Lom).

## Place dans la série
- Ce film est le septième d'une série de huit films réalisés par Blake Edwards :

1. La Panthère rose (1963)
2. Quand l'inspecteur s'emmêle (1964)
3. Le Retour de la Panthère rose (1975)
4. Quand la Panthère rose s'emmêle (1976)
5. La Malédiction de la Panthère rose (1978)
6. À la recherche de la Panthère rose (1982)
7. L'Héritier de la Panthère rose (1983)
8. Le Fils de la Panthère rose (1993)

## DVD
Zone 2 France :
- Le film est sorti en DVD Keep case (en) chez MGM/United Artitst le 4 octobre 2005 au ratio 2.35:1 panoramique 16/9 compatible 4/3 (La jaquette annonçant le ratio 1.77:1 16/9 est erronée]. L'audio est en Français, Anglais, Italien, Espagnol et Polonais 2.0 monophonique Dolby Digital. Les sous-titres sont en Français, Anglais, Italien, Espagnol, Néerlandais, Suédois, Finnois, Norvégien, Danois, Portugais, Polonais et Grec. Pas de bonus présents. Il est Zone 2 Pal et distribué par Fox Pathé Europa [1].